# Elecciones generales de las Islas Feroe de 1984
Elecciones generales tuvieron lugar en las Islas Feroe el 8 de noviembre de 1984. Fueron ganadas por el Partido de la Igualdad, cuyo líder Atli Dam se convirtió en primer ministro.

## Resultados
| Partido                               | Votos  | %    | Escaños | +/– |
| ------------------------------------- | ------ | ---- | ------- | --- |
| Partido de la Igualdad                | 5 879  | 23,4 | 8       | +1  |
| Partido Popular                       | 5 446  | 21,6 | 7       | +1  |
| Partido Unionista                     | 5 330  | 21,2 | 7       | –1  |
| República                             | 4 921  | 19,5 | 6       | 0   |
| Partido del Autogobierno              | 2 135  | 8,5  | 2       | –1  |
| Partido Cristiano Popular             | 1 466  | 5,8  | 2       | 0   |
| Total                                 | 25 177 | 100  | 32      | 0   |
| Electores registradores/Participación |        | 92,1 | –       | –   |
| Fuente: Statistics Faroe Islands      |        |      |         |     |

- Datos: Q5436108